# Вуглецеві нанотрубки

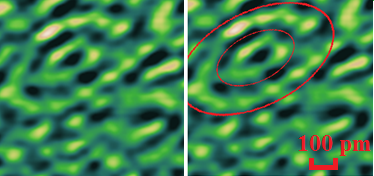
Пікоскопічне зображення двошарової нанотрубки, отримане шляхом денситометрії електронної хмарки (роздільна здатність 10 пікометрів)..

Вуглеце́ві або карбонові нанотру́бки — протяжні циліндричні структури діаметром від одного до декількох десятків нанометрів і завдовжки до декількох мікронів, складаються з однієї або декількох згорнутих у трубку гексагональних графітових площин (графенів) і закінчуються зазвичай півсферичною головкою. Відношення довжини до діаметра у нанотрубок сягає 132 000 000: 1, що значно більше, ніж у будь-якого іншого матеріалу.
Синоніми — волокнистий вуглець, каталітичний філаментарний вуглець, волокнистий піровуглець, нановолокна вуглецю.

## Зовнішній вигляд вуглецевих нанотрубок
На фото надано пікоскопічне зображення двошарової нанотрубки в розрізі, яке отримане шляхом денситометрії електронної хмарки (роздільна здатність 10 пікометрів). Внутрішню нанотрубку діаметром 240 пм складають шість атомів вуглецю, а зовнішню, діаметром 620 пм — складають 14 атомів. Атоми вуглецю мають жовтий колір. Окрім атомів на фото добре видно валентні зв'язки, вздовж площини це сильні сигма-зв'язки зеленого кольору. Внутрішня і зовнішня площини поєднуються між собою слабкими пі-зв'язками синього кольору.

## Загальна інформація

Модель вуглецевої нанотрубки. За допомогою обертання показано її тривимірну структуру.

Вуглецеві нанотрубки — трубчасті наноутворення вуглецю. Виявлені 1991 року. Бувають одно- і багатошарові. Відповідно діаметр цих трубок лежить у межах 0,4—500 нм, а довжина сягає від 1 мкм до декількох десятків мікрометрів (при синтезі довгих волокон — і до десятків см). Утворюються при розкладанні вуглецевмісних газів (СН4, С2Н4, С2Н2, СО, пари С6Н6 тощо) на каталітично активних поверхнях металів (Fe, Co, Ni тощо) при температурах 300—1500 °С. Карбонові нанотрубки можуть набувати найрізноманітніших форм — від прямолінійних до скручених волокон (у тому числі спіралей). Головна особливість цих вуглецевих наноструктур (як і фулеренів) — каркасна форма. Виявлені природні форми нанотрубок вуглецю (наприклад, у шунгітах), а також можуть продукуватися штучно. При цьому встановлено, що природні нанотрубки утворюються при обробці вуглецевмісних біологічних тканин особливим грибком — карбоксиметилцелюлофагом, який виявлений, зокрема, в карстових печерах Нової Зеландії та в Карелії (родовище шунгіту).

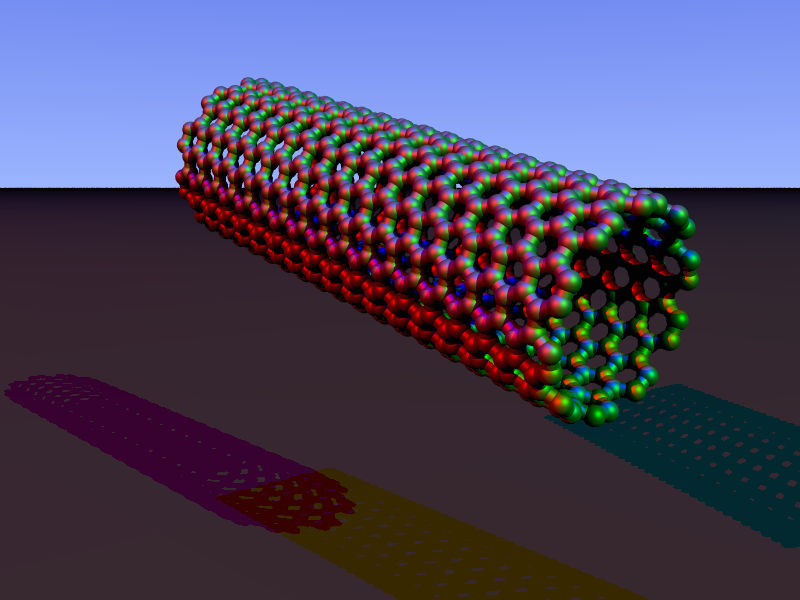
Структура "крісло" (armchair) - (n, n)
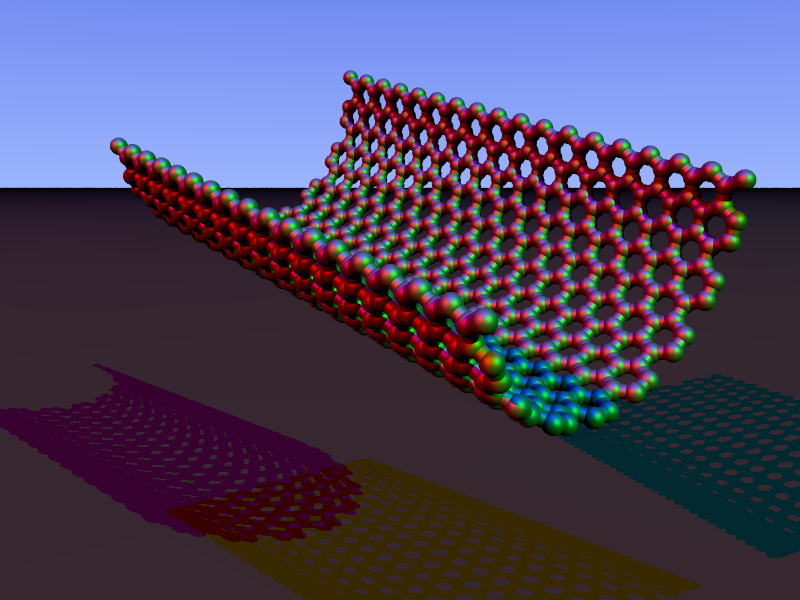
Структура з вигнутим хіральним вектором (трансляційний вектор залишається прямим)
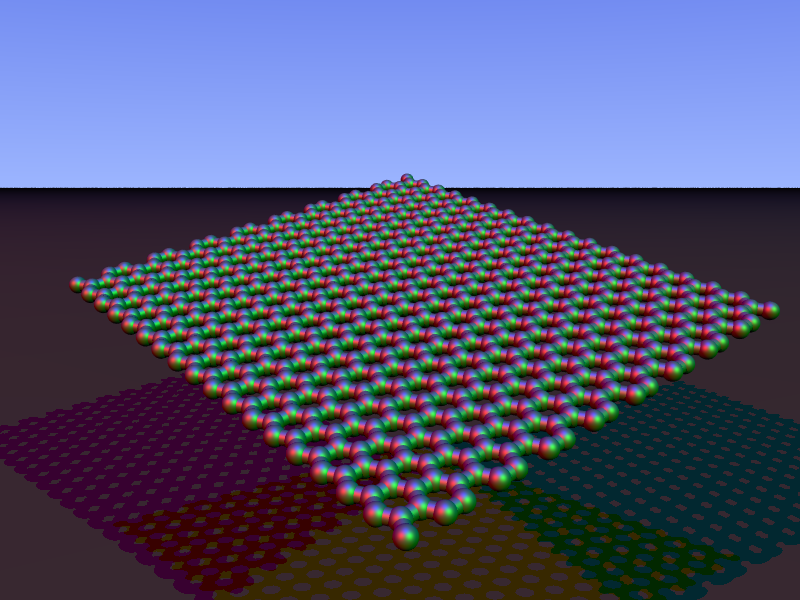
Графенова нанострічка
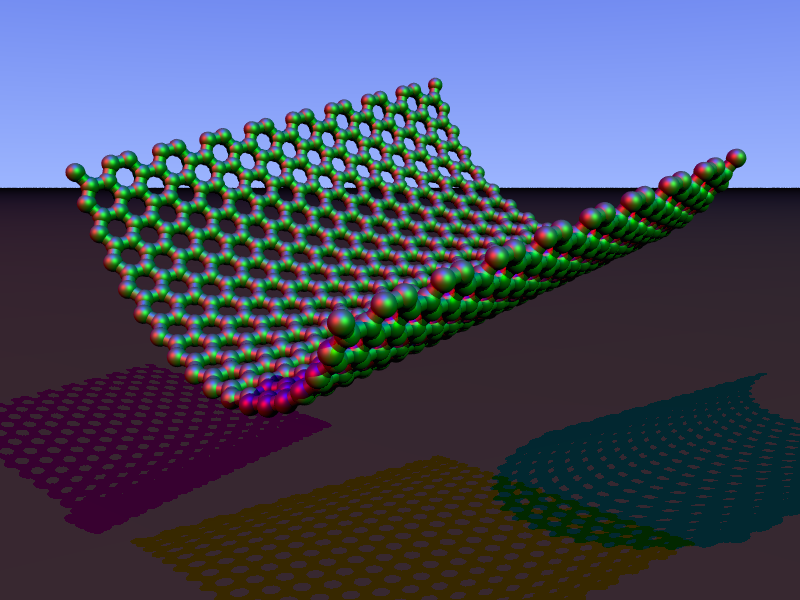
Структура з вигнутим хіральним вектором (трансляційний вектор залишається прямим)
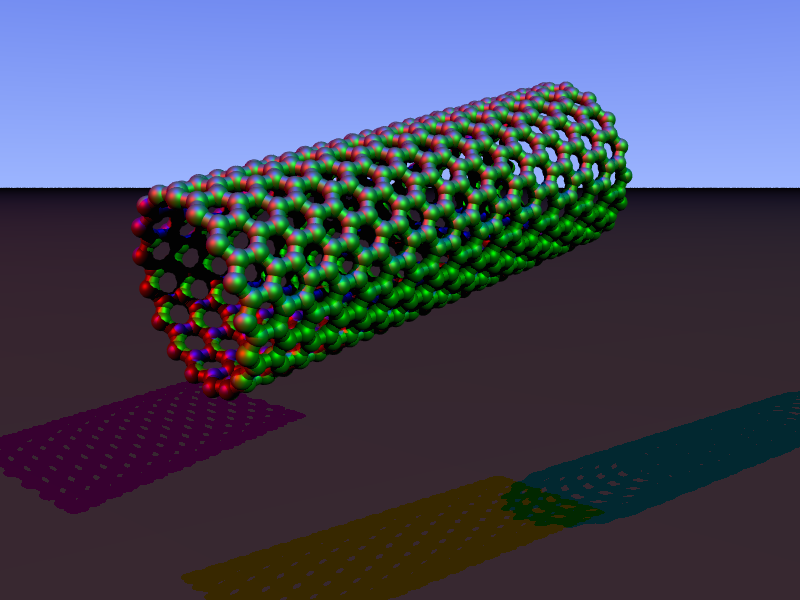
Структура "зигзаг" (zigzag) - (n,0)
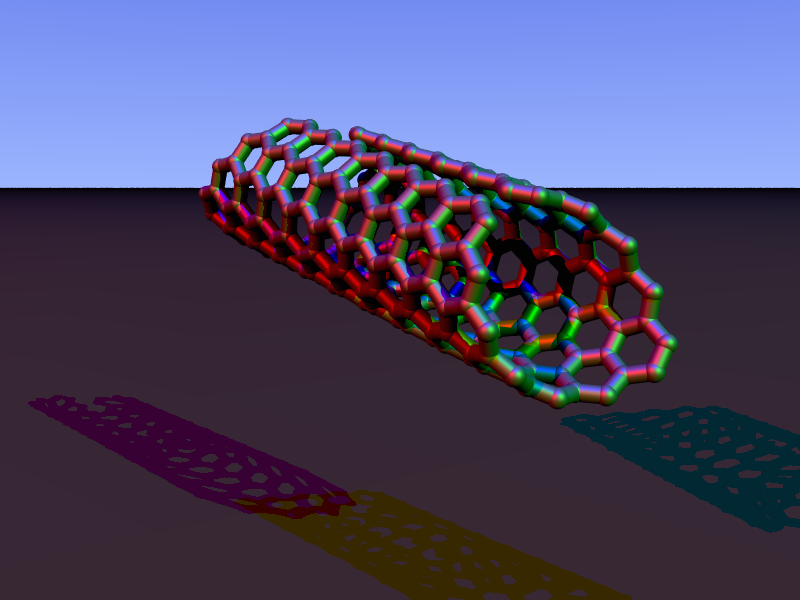
Хіральна структура в загальному випадку (n, m)
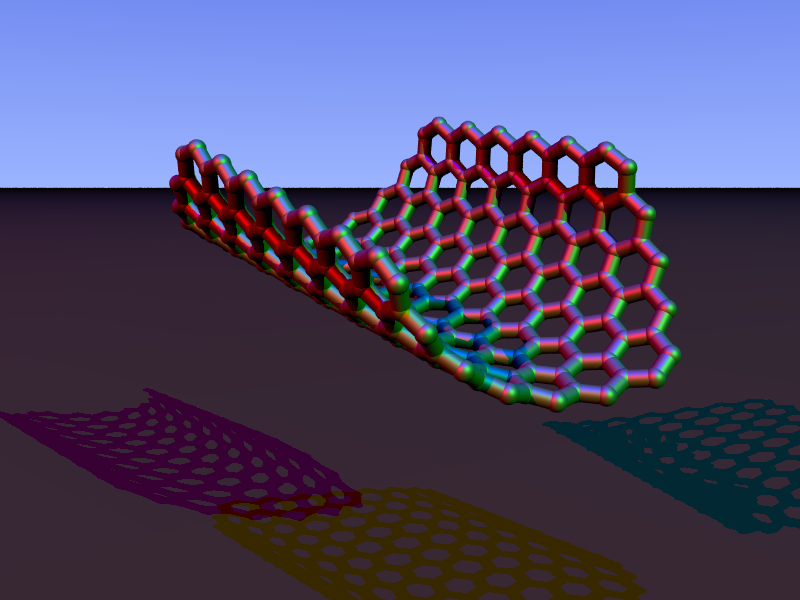
Параметри n та m  можна порахувати на кінці трубки
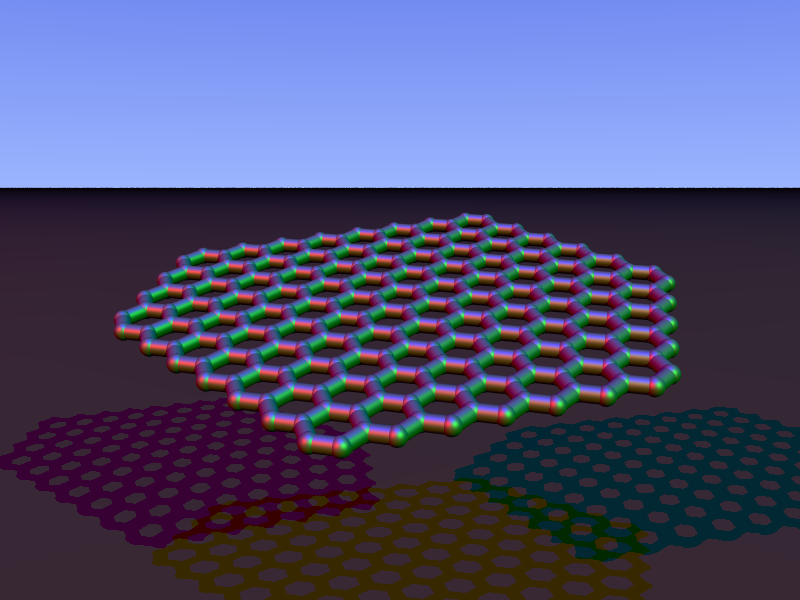
Графенова нанострічка

## Основні властивості
- Міцнісні властивості. Н.в. дуже міцні як на розтяг, так і на згинання — модуль пружності вздовж осі трубки становить 7000 ГПа, тоді як для легованої сталі і найпружнішого металу ітрію відповідно 200 і 520 ГПа.

- Адсорбція газів нанотрубками може відбуватися на зовнішніх і внутрішніх поверхнях, а також у міжтрубному просторі. Так, експериментальне вивчення адсорбції азоту при температурі 77 К на багатошарових трубках із мезопорами завширшки 4,0±0,8 нм показало, що на внутрішній поверхні адсорбується у 5 разів більше частинок, ніж на зовнішній, а ізотерми цих процесів мають різний вигляд. Адсорбція у мезопорах загалом відбувається за класичною теорією капілярної конденсації, а обчислений діаметр пор дорівнює 4,5 нм. Певна специфічність процесу пов'язана із тим, що трубки відкриті тільки з одного кінця. Зростки одношарових нанотрубок добре адсорбують азот. Вихідні очищені трубки мали внутрішню питому поверхню 233 м²/г, зовнішню — 143 м²/г. Обробка нанотрубок соляною та азотною кислотами збільшувала сумарну питому поверхню і збільшувала адсорбційну ємність за бензолом та метанолом.

- Електропровідність вуглецевих нанотрубок є ключовим параметром цих об'єктів, від неї залежить їх подальше використання з метою мініатюризації приладів мікроелектроніки. Як показують результати чотириконтактних вимірювань температурних залежностей питомого опору плівки нанотрубок, виконаних в діапазоні температур 0,03 < Т < 300 К, величина опору, виміряного у напрямку, що збігається з напрямком орієнтації нанотурбок Rпар, знаходиться у діапазоні від 1 до 0,08 Ом. При цьому характер температурної залежності опору наближений до залежності Т1/2. Аналогічною функцією описується температурна залежність опору Rпар, що вимірюється у поперечному напрямку. Анізотропія опору Rперп/Rпар наближена до 8 і практично не залежить від температури. При температурах нижче 0,1 К обидві залежності виходять на насичення. Як видно із порівняння результатів вимірювань із наведеними нижче даними, що отримані для індивідуальних нанотрубок, значення питомого опору плівки нанотрубок суттєво перевищує величину, яка характеризує індивідуальну нанотрубку, питомий опір якої, у свою чергу, близький до відповідного значення для графіту. Звідси випливає, що питомий опір плівки нанотрубок визначається не стільки самими нанотрубками, скільки точками контакту між окремими нанотрубками, так що за перенос заряду відповідає стрибковий механізм. Наявність анізотропії вказує на те, що число точок контакту на одиницю довжини в поздовжньому напрямку значно менше, ніж у поперечному. Падіння опору із ростом температури вказує на активаційний характер стрибкового переносу заряду. При дуже низьких температурах головним механізмом провідності залишається квантове підбар'єрне тунелювання, що обмежує опір. Обробка експериментальних даних дозволила оцінити висоту потенціального бар'єру (10 меВ) та довжину стрибка (10 нм).

Одна з помітних властивостей нанотрубок — чітко виражена залежність електропровідності від магнітного поля. При цьому у більшості дослідів спостерігається ріст провідності із збільшенням магнітного поля, що відповідає результатам модельних передбачень, згідно з якими магнітне поле, лінії якого орієнтуються перпендикулярно до осі зразка, призводить до утворення рівня Ландау у точці перетину валентної зони та зони провідності. Густина станів на рівні Фермі зростає, внаслідок чого провідність збільшується. У рамках даної моделі передбачається, що за низьких температур магнітоопір не залежить від температури, а за температур, що більші або наближені до ширини рівня Ландау, він зменшується із температурою. Ця залежність корелює із результатами вимірювань електричного опору джгутів багатошарових трубок діаметром близько 50 нм.
Прояв властивостей напівпровідника або металу в Н.в. також залежить від їх геометричних параметрів і виду каталізатора.

### Класифікація нанотрубок
Як випливає з визначення, основна класифікація нанотрубок проводиться за способом згортання графітової площини. Цей спосіб згортання визначається двома числами n і m, які задають розкладання напряму згортання на вектора трансляції графітових ґраток. Це проілюстровано на малюнку.
За значенням параметрів (n, m) розрізняють:
- прямі (ахіральні) нанотрубки
  - «крісло» (armchair) n=m
  - зигзагоподібні (zigzag) m=0 або n=0
- спіральні (хіральні) нанотрубки

Як неважко здогадатися, при дзеркальному відображенні (n, m) нанотрубка переходить в (m, n) нанотрубку, тому, трубка загального вигляду дзеркально несиметрична. Прямі ж нанотрубки або переходять в себе при дзеркальному відображенні (конфігурація «крісло»), або переходять в себе з точністю до повороту.
Розрізняють металеві і напівпровідникові нанотрубки. Металеві нанотрубки проводять електричний струм навіть при абсолютному нулі температур, тоді як провідність напівпровідникових трубок рівна нулю при абсолютному нулі і зростає при підвищенні температури. Технічно кажучи у напівпровідникових трубок існує заборонена зона. Трубка виявляється металевою, якщо n−m ділиться на 3. Зокрема, металевими є всі трубки типу «крісло». Детальніше див. розділ про електронні властивості нанотрубок.

### Одношарові і багатошарові нанотрубки
Сказане відноситься до простих одношарових нанотрубок. У реальних умовах трубки нерідко виходять багатошаровими, тобто є декількома одношаровими нанотрубками, вкладені одна в іншу.
Одношарові та багатошарові коаксіальні нанотрубки утворюються в результаті згортання смуг плоских атомних сіток графіту у безшовні циліндри. Внутрішній діаметр вуглецевих нанотрубок може змінюватися від 0,4 до кількох нанометрів, а у внутрішній об'єм можуть входити інші сполуки. Одношарові трубки мають менше дефектів, а після високотемпературного випалення у інертній атмосфері можна отримати і бездефектні трубки. Тип будови трубки впливає на її хімічні, електронні та механічні властивості. Індивідуальні трубки агрегують із утворенням різних типів зростків, що мають щілини.
Багатошарові нанотрубки відрізняються від одношарових ширшим набором форм та конфігурацій. Різні види будови виявляються як у поздовжньому, так і в поперечному напрямі. Будова багатошарового типу являє собою сукупність коаксіально вкладених одна в одну одношарових циліндричних нанотрубок. Інший різновид цієї будови, являє собою сукупність вкладених одна в одну коаксіальних призм; остання з наведених структур нагадує сувій (scroll). Для усіх наведених структур характерне значення відстані між сусідніми графеновими шарами, близьке до величини 0,34 нм, що відповідає площинам кристалічного графіту. Реалізація тієї чи іншої будови у певній експериментальній ситуації залежить від умов синтезу нанотрубок.
Здатність до телескопічного руху внутрішніх оболонок та їх унікальні механічні властивості дають змогу до використання багатошарових нанотрубок як основних рухливих частин у майбутніх наномеханічних пристроях. Втягуюча сила, яка призводить до телескопічного руху, обумовлена взаємодією Леннард-Джонса між оболонками, а саме значення сили становить близько 1,5 нН, та залежить від розмірів зразка.

## Хімія вуглецевих нанотрубок
Спочатку головним був метод випаровування графіту у електричній дузі в потоці інертного газу. Його активно використовують і нині.
Подібним способом в присутності СеО2 та нанорозмірного нікелю отримані одношарові вуглецеві нанотрубки 0,79 нм. Дугу замінило випаровування графітової мішені в нагрітій печі стрибаючим променем лазера. Сьогодні все поширенішим стає каталітичний піроліз метану, ацетилену та оксиду вуглецю. Нанотрубки із діаметром 20—60 нм отримані при згорянні метану на дроті Ni — Cr. Багатошарові нанотрубки довжиною 30—130 мкм із внутрішнім діаметром 10—200 нм синтезовані із високим виходом при піролізі аерозолю, розчину бензолу з фероценом за температури 800—950°С.
Метод заснований на використанні розчинів вуглеводнів та каталізаторів. Отримання нанотрубок — процес, що важко контролюється, як правило, він супроводжується утворенням інших форм вуглецю.
У наш час під терміном «хімія нанотрубок» мають на увазі синтез, очищення і різні форми хімічної модифікації внутрішньої та зовнішньої поверхні трубок. До хімії нанотрубок можна також віднести введення інших частинок у міжтрубний простір зростків, використання нанотрубок як матриць для отримання різних матеріалів, включаючи адсорбенти, сенсори та каталізатори.

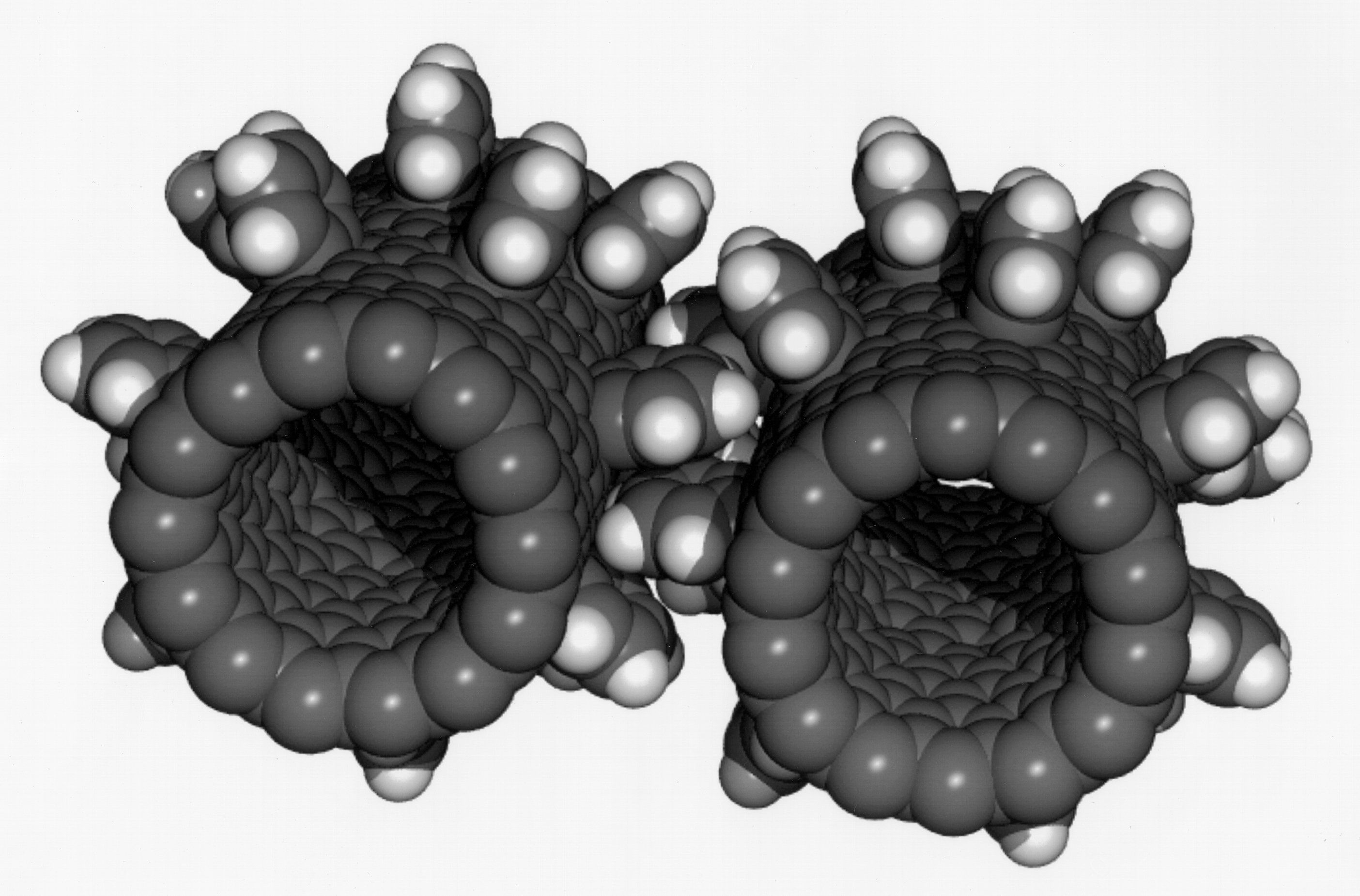
Фулеренові наношестерні

Особливості будови вуглецевих нанотрубок приводять до того, що їх хімія відрізняється від хімії фулеренів і графіту. Фулерени мають невеликий об'єм внутрішньої порожнини, в якій можуть міститися лише кілька атомів інших елементів, у вуглецевих нанотрубок об'єм більший. Фулерен може утворювати молекулярні кристали, графіт — шаровий полімерний кристал. Нанотрубки — проміжний стан. Одношарові трубки ближчі до молекул, багатошарові — до вуглецевих волокон. Окрему трубку прийнято розглядати як одношаровий, а зросток трубок — як двовимірний кристал.
Можливі два варіанти заповнення вуглецевих нанотрубок: у процесі синтезу і після отримання трубок.
Для заповнення у процесі синтезу важливі добавки сполук, що зупиняють закриття каналу трубки. До таких речовин належить, наприклад, бор. Внутрішні порожнини трубок вдалося заповнити фулеренами С60 та С70. Подібні матеріали становлять інтерес як композити. Цікаво, що в продуктах лазерно-термічного синтезу після їх випалювання у вакуумі при температурі 1100°С знайдені структури типу наностручка. В таких структурах діаметр трубки (1,4 нм) вдвічі перевищує діаметр молекули С60 (0,7 нм), тож молекули фулерену можуть переміщуватися та формувати пари.
З метою з'єднання трубок необхідно відкрити їх кінці, наприклад, шляхом селективного окиснення. Кінці нанотрубок часто закриті п'яти- або шести-вуглецевими циклами, п'ятивуглецеві цикли менш стійкі до окиснення. Окиснення може бути проведене такими газоподібними речовинами, як кисень, повітря, діоксид вуглецю. Можливе використання водних розчинів. Розкриття кінців трубок проходить в концентрованій соляній кислоті. Можлива обробка і іншими кислотами, найбільш часто використовується азотна кислота. Механізм окиснення повністю не вивчений.
Заповнення внутрішніх порожнин можна виконувати у рідких середовищах, наприклад, розплавленими оксидами різних металів. При цьому, якщо діаметр трубок менший за 3 нм, утворюється скловидна, а не кристалічна фаза.
Речовини, що вводяться в порожнини каналів вуглецевих нанотрубок, можуть брати участь в різних хімічних реакціях. При термічному розкладі оксидів і їх відновленні були отримані трубки, що вміщували метали, і виконано внутрішньотрубчасте перетворення оксиду калію на його сульфід.
Заповнення внутрішніх порожнин трубок також можна виконувати шляхом хімічного осаджування з газової фази, використовуючи, наприклад, леткі сполуки металів.
Великий та важливий розділ нанохімії вуглецевих трубок присвячено отриманню різних функціональних груп на їх бічних поверхнях. Реалізація цього процесу можлива за тривалої обробки кислотами, при цьому поведінка одношарових нанотрубок залежить від способу їх отримання. З поверхні трубки функціональні групи можна видаляти за допомогою нагріву до температури вище 623 К.

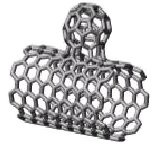
Структура зі стабільним нанопуп'янком

Приєднання функціональних груп до бічних поверхонь вуглецевих трубок використовують для надання різних функцій зондам атомно-силових мікроскопів. Найкращі результати отримують при застосуванні газів.
Використання вуглецевих нанотрубок як матриць дозволяє отримати частинки міді із вузьким розподілом за розміром. Вихідні трубки із діаметрами від 5—10 до 25—35 нм синтезували каталітичним піролізом метану. Вимірюючи концентрацію солі міді у водному розчині і відношення мідь — трубка, отримували після відновлення воднем або наночастинки, або нанодротинки міді. Найменший розмір частинок міді (5—10 нм) досягався за низьких концентрацій солі міді в розчині. Збільшення концентрації солі сприяло утворенню нанодротинок міді діаметром від 100 нм до 5 мкм та довжиною до сотень мікронів.
Інтеркалювання одношарових та багатошарових трубок різне. У багатошарових трубках частинки, що інтеркалюються, розташовані між окремими шарами, в одношарових — потрапляють крізь міжтрубний простір зростків.
Інтеркалювання нанотрубок відрізняється від аналогічного процесу у фулеренах. Фулерени, наприклад, С60, утворюють комплекси з переносом заряду тільки із донорами електронів. За даними спектроскопії і вимірювань провідності, зростки одношарових трубок мають подвійні властивості: вони можуть взаємодіяти і з донорами, і з акцепторами. Кристалічні зростки одношарових трубок мають металічні властивості. У таких трубках спостерігається позитивний температурний коефіцієнт. Введення брому та калію зменшує електроопір трубок за температури 300 К у 30 разів і розширює межі позитивного температурного коефіцієнта. Як наслідок, трубки, леговані бромом або калієм, можна віднести до синтетичних металів.

## Застосування вуглецевих нанотрубок
Унікальні властивості Н.в. обумовлюють їх перспективне використання в ряді галузей: як армуючих добавок в композиційних матеріалах, для одержання електропровідних композиційних полімерів, як добавка в метали для одержання надпровідникових матеріалів, компонент холодних емісійних катодів в дисплеях, якісно нове джерело світла, напівпровідникові транзистори з p-n переходами, для виробництва особливих марок графіту, пористого графіту, сировина для виробництва теплоізоляційних матеріалів, як сорбент і сховище водню, як носій каталізаторів, для виготовлення вуглець-літієвих батарей і суперконденсаторів, як мікроелектрод, як мікрозонд, наноантена і т. д. Надзвичайно продуктивними є хімічні і біологічні галузі застосування вуглецевих нанотрубок.
Сфери, способи та можливості застосування нанотрубок численні і широкі. Навіть беручи до уваги те, що більша частина результатів останніх дослідів може бути невідома громадськості, вже зараз можна передбачити, що нанотрубки із часом стануть універсальним матеріалом для побудови багатьох об'єктів. Застосування нанотрубок можна розділити на кілька категорій за їх властивостями:
- фізичні, наприклад, присадка до композитних матеріалів, що дозволяє створити із звичайного полімеру об'єкт із більшою міцністю і витривалістю, ніж із легованих сталей. Завдяки капілярним властивостям нанотрубок нині створюють ємності для водню, що дозволяє у десятки разів збільшити їх об'ємну ємність;
- фізико-хімічні — тут відкривається цілий пласт невідомих реакцій та процесів, із часом нанотрубки стануть основним структурним елементом в електроніці та техніці.

Якщо глобально оцінювати застосування нанотрубок, то можна впевнено стверджувати, що ми стали свідками початку ще однієї технічної революції.
В наступні десять років будуть створені нанороботи-репліканти, на основі нанотрубок та інших наноматеріалів. Головною метою їх створення є побудова інших роботів та структур із атомарною якістю. Важко осягнути всі можливості такої перспективи. Ми зможемо, наприклад, перемогти практично всі інфекційні, хронічні, генетичні хвороби, досить буде мати індивідуальну програму керування для нанороботів та один наноробот-реплікант. Він розмножить себе до достатньої кількості і згідно з програмою буде на молекулярному рівні відшукувати збудника хвороби і переробляти його, наприклад, на глікоген.
Втім, окремі дослідники відзначають, що вуглецеві нанотрубки мають канцерогенну дію, подібну до дії азбесту.
Масиви вертикально орієнтованих нанотрубок утворюють фарбу Vantablack, матеріал, який поглинає понад 99% світла, що падає. 